# Francisco Carreño (Komponist)
Francisco Carreño (* 9. März 1910 in Porlamar; † 25. Juli 1965 in Caracas) war ein venezolanischer Musiker, Komponist, Musikpädagoge und Folklorist.

## Leben
Francisco Carreño war der älteste von fünf Geschwistern. Zwei Brüder seiner Mutter, die beide Musiker waren, gaben ihm den ersten Unterricht und lehrten ihn das Cuatrospiel. Mit seinem jüngeren Bruder Inocente, der später als Komponist bekannt wurde, sammelte er erste praktische Erfahrungen in Lino Gutiérrez’ Banda Municipal Luisa Cáceres de Arismendi. 
1932 ging er mit seinem damals zwölfjährigen Bruder nach Caracas, wo sich beide an der Escuela Superior de Música einschrieben. Gemeinsam bildeten sie ein Gitarrenduo, das im Theater und bei Radiosendern auftrat. Für ihren Lebensunterhalt arbeiteten sie zudem auch als Schuhmacher. Ab Ende der 1930er Jahre betrieb Carreño musikalische Feldforschung in Venezuela. Später wurde er als Beauftragter für Forschung des Bildungsministeriums Mitglied des Instituto de Folklore, das 1946 unter der Leitung von Juan Liscano gegründet worden war. Dort war er 1948 künstlerischer Leiter der Fiesta de la tradición im Nuevo Circo von Caracas, bei der Vertreter traditioneller Musik aus allen Teilen Venezuelas zusammenkamen. Als Nachfolger Liscanos als Leiter des Instituto de Folklore setzte er seine Forschungsarbeit fort und sorgte für die Aufnahme traditioneller Tänze in das Schulprogramm.
Unter der Präsidentschaft von Marcos Pérez Jiménez bekam Carreño wegen seiner linken politischen Einstellung zunehmende Schwierigkeiten. 1953 wurde er als Leiter des Folkoreinstutes abgelöst und gründete daraufhin die Escuela del Folklore Venezolano (ab 1959 Escuela de Folklore “Francisco Carreño”), an der traditionelle Instrumente wie Bandolín, Maracas, Arpa Criolla und insbesondere Cuatro unterrichtet wurde. Mit Studenten der Schule und Schülern anderer Schulen, an denen er unterrichtete, bildete er Ensembles mit bis zu 400 Mitgliedern, die Konzerte u. a. im Stadttheater von Caracas, in der Nationalbibliothek und Sälen der Universidad Central de Venezuela gaben. Im Fernsehen hatte er 1956 die Sendung La lección de cuatro de los jueves.
In der Regierungszeit Rómulo Betancourts wurde Carreño aus seiner Schule ausgeschlossen und kam in politische Haft. Hier schrieb er eine Reihe revolutionärer Lieder, darunter Canto de los Pregoneros und Canto a la juventud revolucionaria. An multipler Sklerose erkrankt wurde er erst kurz vor seinem Tod begnadigt, um sich im Universitätskrankenhaus von Caracas behandeln zu lassen. Carreño komponierte etwa 400 Werke, darunter Merengues, Walzer und Pasajes.